# Orthopsyllus illgi
Orthopsyllus illgi är en kräftdjursart som först beskrevs av Claude Chappuis 1957.  Orthopsyllus illgi ingår i släktet Orthopsyllus och familjen Orthopsyllidae. Inga underarter finns listade i Catalogue of Life.